# El Medanito
El Medanito es una localidad y distrito del departamento Rawson, también subcomponente del Componente Rawson perteneciente a la aglomeración urbana del Gran San Juan.
Está ubicado al este del nombrado departamento, al sureste de dicha aglomeración en el centro sur de la Provincia de San Juan, al oeste de Argentina.

## Demografía
Cuenta con 7,782 habitantes (Indec, 2001).

## Ubicación
Se incluye dentro del componente Rawson del aglomerado del Gran San Juan, Argentina, es la segunda ciudad de la provincia después de su capital, en superficie.
Se encuentra ubicado al este del departamento, y representa la parte rural de dicho departamento. Se trata de una pequeña porción del territorio del municipio que se complementa con el gran distrito de Médano de Oro, en el mismo departamento.
En el Medanito se encuentra ubicadas cuatro importantes lagunas que forman parte del complejo lagunas emergente del que nace el arroyo de Agua Negra. Este sistema lagunar se encuentra altamente amenazado por las actividades humanas como contaminación, taponamiento de los cuerpos de agua, desecamiento, sobreexplotación pesquera y desforestación.

## Sismicidad
La sismicidad del área de Cuyo (centro oeste de Argentina) es frecuente y de intensidad baja, y un silencio sísmico de terremotos medios a graves cada 20 años en distintas áreas aleatorias.
Terremoto de Caucete 1977el 23 de noviembre de 1977, la región fue asolada por un terremoto y que dejó como saldo lamentable algunas víctimas, y un porcentaje importante de daños materiales en edificaciones.
Sismo de 1861aunque dicha actividad geológica ocurre desde épocas prehistóricas, el terremoto del 20 de marzo de 1861 señaló un hito importante dentro de la historia de eventos sísmicos argentinos ya que fue el más fuerte registrado y documentado en el país. A partir del mismo la política de los sucesivos gobiernos mendocinos y municipales han ido extremando cuidados y restringiendo los códigos de construcción. Y con el terremoto de San Juan de 1944 del 15 de enero de 1944 (81 años) el gobierno sanjuanino tomó estado de la enorme gravedad sísmica de la región.
El Día de la Defensa Civil fue asignado por un decreto recordando el sismo que destruyó la ciudad de Caucete el 23 de noviembre de 1977, con más de 40.000 víctimas sin hogar. No quedaron registros de fallas en tierra, y lo más notable efecto del terremoto fue la extensa área de licuefacción (posiblemente miles de km²).
El efecto más dramático de la licuefacción se observó en la ciudad, a 70 km del epicentro: se vieron grandes cantidades de arena en las fisuras de hasta 1 m de ancho y más de 2 m de profundidad. En algunas de las casas sobre esas fisuras, el terreno quedó cubierto de más de 1 dm de arena.

## Economía
La actividad productiva más importante del Medanito es la agricultura, más que nada familiar y de pequeños explotaciones chacareras.

## Población
La población del medanito, se corresponde con la mayoritaria población mestiza de la provincia, de ascendencia indígena-originaria, que coexisten con población de origen español fundamentalmente y otros orígenes europeos.